# Gipsy.cz
Gipsy.cz is een Tsjechische band. De band bestaat uit Radoslav Banga, Vojta Lavička, Petr Surmaj en Jan Surmaj. De band is vooral bekend omdat zij Amerikaanse rap combineert met de muziek die de Roma zigeuners maken.

## Festivals
Gipsy.cz trad op vele festivals in binnen- en buitenland op. Zo is daar het Glastonbury festival, waar zij de eerste Tsjechische deelnemers ooit waren. Ze traden in Nederland op tijdens het Rotterdamse Dunya festival en het Tilburgse Mundial Festival. Ook traden ze op in Paradiso. Ook waren ze te bewonderen tijdens het Couleur Café Festival te Brussel. In de zomer van 2009 staan ze op het Belgische Sfinks.

## Eurovisiesongfestival
Al in 2007 en 2008 nam Gipsy.cz deel aan de Tsjechische voorronde van het Eurovisiesongfestival. In 2009 besloot de Tsjechische omroep de groep zonder competitie aan te wijzen. Het publiek mocht vervolgens uit twee liedjes kiezen, en koos voor Aven Romale, deels in Engels, deels in Romani. Daarmee trad de groep voor Tsjechië aan tijdens het Eurovisiesongfestival 2009. Het lied kreeg van de internationale jury's geen enkele punt.

## Bandleden

### Radoslav Banga
Als kind moest Radoslav Banga al de kost verdienen met muziek. Vanaf zijn dertiende treedt hij al op als straatmuzikant. Zijn bijnaam is Gipsy. Hij genoot al enige bekendheid toen hij in 2006 de groep Gipsy.cz oprichtte.

### (Andere) huidige bandleden
- Vojta Lavička – Viool en zang
- Petr Surmaj – Accordeon, gitaar en zang
- Jan Surmaj – Contrabas

### Voormalige bandleden
- Noemi Fialová – Viool en zang
- Tibor Žida – Gitaar en zang
- Matěj Černý – Basgitaar
- Oliver Lipenský – Drums

## Discografie
- 2006 – Romano Hip Hip
- 2008 – Reprezentant
- 2011 – Desperado